# 日経ウーマン
『日経ウーマン』（にっけいウーマン）は、日経BP社（創刊時は日経ホーム出版社）が毎月発行する働く女性たち向けのビジネス誌である。「日経WOMAN」とも表記する。職業の選択、キャリアアップ、女性としての生き方などをテーマにしている。毎月7日発行。公式サイトを持っている他、携帯用のサイトも運営している。また、1999年より毎年12月、その年活躍した働く女性に贈る賞「ウーマン・オブ・ザ・イヤー」を主催し発表している。

## 代表的な連載
- 妹たちへ - 著名な女性が3回連続で執筆するエッセイ。連載をまとめた同タイトルの単行本も出版されている。
- AGE29―女の仕事と恋 - 女性作家による、3回読み切りのオムニバス小説。

## ウーマン・オブ・ザ・イヤー
毎年の賞は「ウーマン・オブ・ザ・イヤー2013」のように、末尾に発表時の翌年の西暦が付与される。
のちに編集長となる野村浩子が立ち上げたとされる。